# Most Vila Formoza
Rimski most Vila Formosa (portugalsko Ponte de Vila Formosa) prečka potok Seda, blizu vasi Seda, v občini Alter do Chão, v okrožju Portalegre na Portugalskem. Sega v 1. stoletje našega štetja.

## Opis
Most je bil del rimske ceste, ki je povezovala Lizbono z Mérido v Španiji. Dolg je približno 116,50 m, visok 8,40 m in širok 6,70 m. Kamniti stebri podpirajo šest 8,95 metrov širokih lokov, vsak s 33 klinastimi kamni. Most je bil zgrajen s portikom podobnimi luknjami med loki, da bi preprečili sesutje konstrukcije med poplavami, kar je običajna praksa za rimske mostove. Okrašen je bil z bruhalniki.
Most, za katerega se domneva, da je bil zgrajen ob koncu 1. stoletja našega štetja, je bil 16. junija 1910 razvrščen kot narodne spomenike. Med letoma 1932 in 1934 so bila izvedena dela za čiščenje in obnovo, leta 1936 pa je bila dodana nova cestna površina v imitaciji starih rimskih cest. Nadaljnja popravila so bila izvedena v letih 1939, 1963, 1980 in 2000. Do nedavnega je bil most v uporabi za komercialni promet, zdaj pa sta ga nadomestila nova cesta in most proti severu.